# Live at The Point

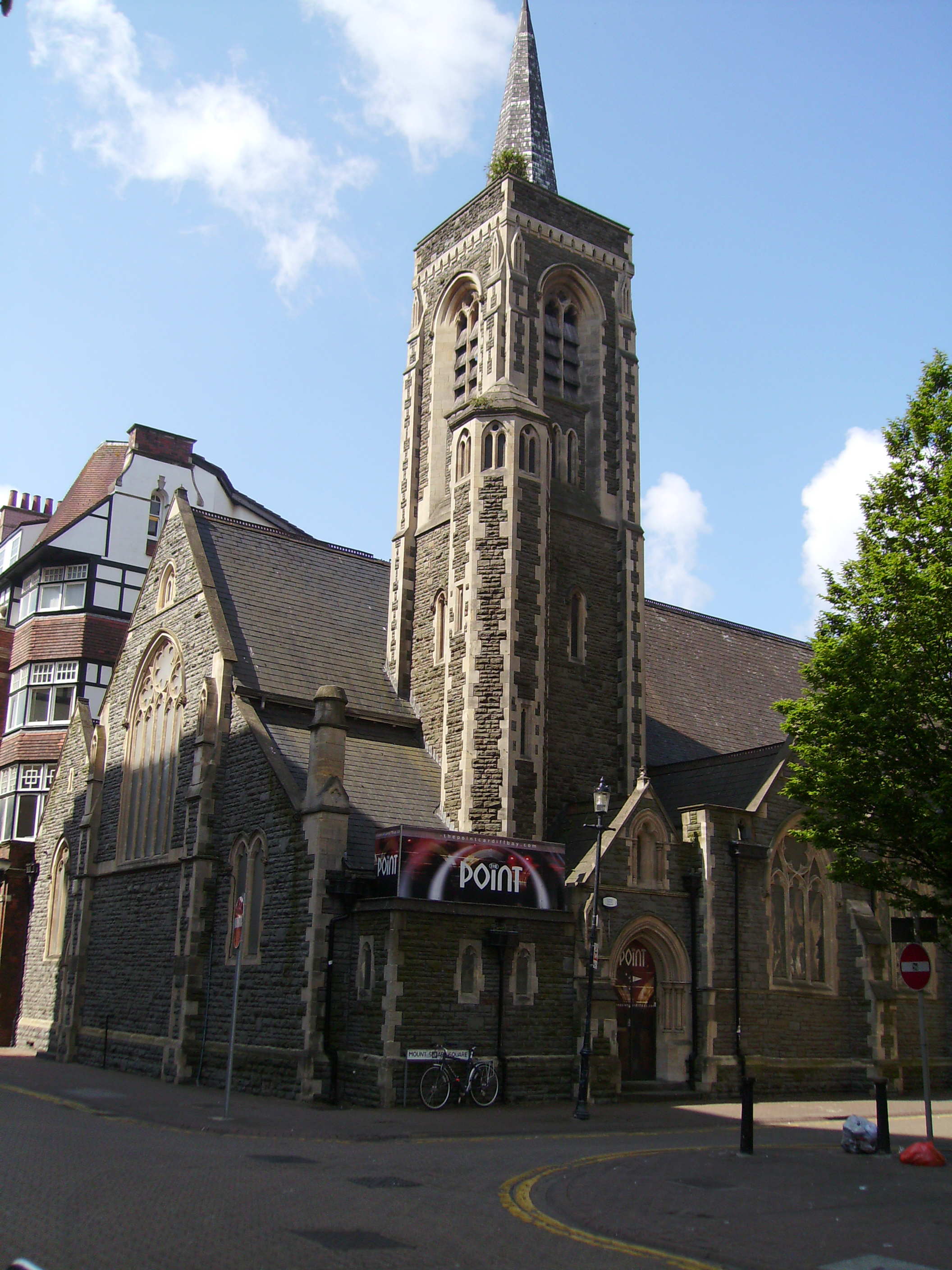
The Point (2009)

Live at The Point is een live muziekalbum van de Welshe muziekgroep Magenta. Het is de registratie van een concert in Cardiff, The Point van 23 november 2007. Dat verklaart het feit dat er nog geen compositie op staat van hun dan nog nieuwe studioalbum Metamorphosis. De stem van Christina Booth houdt het wel goed op studioalbums, maar op deze live-opnamen is ze onzuiver. Haar stem heeft veel weg van die van Annie Haslam van Renaissance, maar die laatste heeft een veel zuiverder stem. Opvallend aan het album zijn de gitaarsolo’s.

## Musici
- Rob Reed : keyboards
- Christina Booth ; zang;
- Dan Fry – basgitaar
- Chris Fry – gitaar
- Martin Rosser – gitaar
- Alan Mason Jones – slagwerk

## Composities
| Nr. | Titel            | Duur |
| --- | ---------------- | ---- |
| 1.  | Opus three       | 2:15 |
| 2.  | Speechless       | 4:44 |
| 3.  | Envy             | 9:46 |
| 4.  | Hurt             | 5:23 |
| 5.  | Moving on        | 6:46 |
| 6.  | The journey      | 6:20 |
| 7.  | Towers of hope   | 3:52 |
| 8.  | Demons           | 5:13 |
| 9.  | Morning sunlight | 2:39 |
| 10. | The dream        | 1:43 |
| 11. | The visionary    | 6:57 |
| 12. | Anger            | 5:56 |

| Nr. | Titel                      | Duur  |
| --- | -------------------------- | ----- |
| 1.  | Man the machine            | 14:59 |
| 2.  | Genetesis / The warning    | 14:27 |
| 3.  | Sloth                      | 8:59  |
| 4.  | The white witch (fragment) | 5:58  |